# Герзель (Тюрингія)
Герзель (нім. Hörsel) — громада в Німеччині, розташована в землі Тюрингія. Входить до складу району Гота.
Площа — 11,53 км2. Населення становить 4673 ос. (станом на 31 грудня 2021).

## Географії

### Адміністративний поділ
Громада  складається з наступних сільських округ:
| Герб         | Ортстайль   | Населення на 31.12.2014 | Площа га |
| ------------ | ----------- | ----------------------- | -------- |
|              | Аспах       | 411                     | 588      |
| Ebenheim     | Ебенгайм    | 226                     | 645      |
|              | Фреттштедт  | 431                     | 399      |
| Hörselgau    | Герзельгау  | 1.209                   | 1.153    |
| Laucha       | Лауха       | 549                     | 665      |
| Mechterstädt | Мехтерштедт | 1.044                   | 1.242    |
|              | Метебах     | 120                     | 563      |
|              | Тойтлебен   | 358                     | 782      |
|              | Трюглебен   | 361                     | 607      |
|              | Вайнгартен  | 163                     | 402      |